# Till the Clouds Roll By
Till The Clouds Roll By is een Amerikaanse musicalfilm uit 1946, in Technicolor. De film is een fictieve biografie van componist Jerome Kern, die zelf enige medewerking verleende maar overleed voor de film af was. De film kende meerdere regisseurs, en optredens van vele bekende acteurs, met onder andere Judy Garland, Frank Sinatra en Lucille Bremer. 
Het eerste kwartier van de film bestaat uit een verkorte aanpassing van de musical Show Boat, maar door de film heen komen meerdere musicals aan de beurt, elk met een fragment. Het is in deze fragmenten dat de sterren op het doek verschijnen. De cast voor het eigenlijke verhaal is veel kleiner.
De film is een van de vele films waarvan MGM het copyright niet heeft verlengd met als gevolg dat de film zich tegenwoordig in het publiek domein bevindt.
De film staat ook bekend als de eerste film met een soundtrackalbum, deze kwam op dezelfde dag als de film uit. Er is nog geen officiële versie hiervan op cd verschenen.
De titel is die van een van de liedjes: "Till the Clouds Roll By" uit de musical Oh Boy!

## Rolverdeling
Eigenlijk verhaal:
| Acteur         | Personage        |
| -------------- | ---------------- |
| Robert Walker  | Jerome Kern      |
| Van Heflin     | James L. Hessler |
| Lucille Bremer | Sally Hessler    |

Speciale optredens van:
| Acteur          | Personage                             |
| --------------- | ------------------------------------- |
| June Allyson    | Jane                                  |
| Cyd Charisse    | dans-specialty                        |
| Judy Garland    | Marilyn Miller                        |
| Kathryn Grayson | Magnolia Hawks, in Show Boat + finale |
| Lena Horne      | Julie LaVerne, in Show Boat + finale  |
| Angela Lansbury | Londen-specialty                      |
| Dinah Shore     | Dinah Shore                           |
| Frank Sinatra   | finale                                |
| Esther Williams | Esther Williams                       |